# Графовка (Шебекинский район)
Графовка — село в Шебекинском районе Белгородской области России, административный центр Графовского сельского поселения.

## География
Село находится в южной части Белгородской области, на правобережье реки Северский Донец (недалеко от створа плотины Белгородского водохранилища), в 18 км к западу от районного центра, города Шебекина, в 30 км к югу от областного центра, города Белгорода.

## Исторический очерк
Основание села датируется первой половиной XVII века.
До 1861 года поселение состояло из трех хуторов — Банный, Маслов и Графовка. В разное время крупными землевладельцами тут были Николай Богданович, Зинаида Гринева, купец П. А. Мирошников, Микула Маслов.
В переписном документе 1884 года содержатся сведения о быте той части жителей Графовки, которые до реформы 1861 года принадлежали помещице Богданович (54 двора в селе):

…Вдоль пашни проходит довольно глубокий овраг. Почва на две трети серая глина и солонцы, на треть чернозем… При наделе 4,2 десятины на двор крестьяне не могут прожить вполне обеспеченно, некоторые нанимают землю у соседних владельцев, другие занимаются разными сторонними заработками, из которых самые распространенные: возка бураков на Бочковский завод с заводских же плантаций, возка извести в Харьков и работа на свекловичных плантациях. Грамотных только двое на 54 двора, крестьяне не посылают своих детей в школу, потому что она находится далеко (3 версты), «зимой ребятенок-то снегом занесет».

С июля 1928 года деревня Графовка стала одним из двух населённых пунктов Волковского сельского совета Шебекинского района (к концу 1950-х годов в этом сельсовете было уже 3 села, 2 деревни и ж/д-разъезд).
До 1929 года в Графовке жили единолично, позднее началась коллективизация, и образовался колхоз «Новый крестьянин».
В 1937 году в селе работала начальная школа, изба-читальня, детские ясли.
В годы Великой Отечественной войны село было оккупировано с октября 1941 до августа 1943 года.
В 1970-е годы село Графовка вошло в Ивановский сельсовет Шебекинского района, а с 1980-х годов стало центр Графовского сельсовета (5 сел) в Шебекинском районе.
В 1980-е годы окрест Графовки развернулось «подсобное хозяйство» крупнейшего Белгородского завода «Энергомаш», и село стало бурно расти.
В 1993 году в местной средней школе открылся краеведческий музей.
В 1997 году село Графовка — центр Графовского сельского округа (3 села) в Шебекинском районе.

## Население
X ревизия (1857—1859 годы) записала в Графовке «82 души мужского пола» за помещицей Богданович и «62 души мужского пола» за помещицей Гриневой.
Это разделение крестьян Графовки на «соб. быв. Богданович» и «несоб. быв. Гриневой» сохранено и в подворной переписи сентября—октября 1884 года: 54 двора, 281 житель (151 мужскаго и 130 женскаго пола), грамотных 2 мужчин… — «соб. быв. Богданович»; 36 дворов, 201 житель (111 мужскаго и 90 женскаго пола), грамотных 3 мужчин… — «несоб. быв. Гриневой».
По данным 1890 года — Графовка, село Масловской волости Белгородского уезда — от уездного города в 27 верстах — 380 жителей (195 мужчин, 185 женщин).
В 1931 году — 1079 жителей.
На 17 января 1979 года в Графовке — 239 жителей.
В январе 1989 года в Графовке был уже 1161 житель (520 мужчин, 641 женщина).
В 1997 году в Графовке насчитывалось 460 домовладений, 1441 житель.
| 2002 | 2010  |
| ---- | ----- |
| 1340 | ↗1611 |